# Minahouëts
Pour les articles homonymes, voir Minahouët.
Minaoued est le nom que l'on donne en breton, et apparemment dans tout le pays bretonnant, à l'alêne, poinçon généralement utilisé pour percer le cuir. Ce mot désigne le nom d'un outil qui n'a été utilisé qu'à Locmiquélic pour la construction des bateaux en bois (pour l'ossature), donc on a nommé ainsi les habitants ; la coutume a traversé les âges, et les habitants sont encore surnommés ainsi de nos jours.